# Cristóbal de Werle
Cristóbal de Werle, príncipe de los wendos (n. antes de 1385; m. 25 de agosto de 1425) fue desde 1395 o antes, hasta 1425, señor de Werle-Goldberg y Werle-Waren. Sucedió a su padre, que había muerto entre 1385 y 1395. Era el hijo de Juan VI de Werle e Inés, una hija de Nicolás IV de Werle-Goldberg.
Después de la muerte de su padre, su hermano Nicolás V gobernó en solitario hasta que Cristóbal llegó a la mayoría de edad; desde 1401, gobernaron conjuntamente. Después de que Nicolás V muriese en 1408, Cristóbal gobernó en solitario. Empezó a llamarse a sí mismo "príncipe de los wendos" el 4 de mayo de 1418 sobre la base de crónicas escritas por el obispo Otón de Havelberg, que él consideraba como evidencia de su ascendencia real. Fue probablemente asesinado el 25 de agosto de 1425 durante una batalla en Pritzwalk contra tropas de Brandeburgo.
Probablemente quedó soltero y definitivamente careció de hijos. Con su muerte, la línea Werle-Goldberg se extinguió y Werle-Goldberg pasó a su primo Guillermo.